# Pety Guerrero
María Teresa Guerrero Olivares (Chihuahua, Chihuahua, 11 de junio de 1945), conocida como Pety Guerrero, es activista y defensora de los Derechos humanos y del medio ambiente, en especial de los pueblos indígenas y los bosques de la Sierra Madre de Chihuahua. De octubre de 2016 a septiembre del 2021 fungió como titular de la Comisión Estatal para los Pueblos Indígenas del Gobierno del Estado de Chihuahua por designación del gobernador Javier Corral Jurado. Donde trabajo por el reconocimiento de los pueblos indígenas como sujetos de derecho público; del derecho a la consulta indígena, del autogobierno tradicional y la agricultura familiar indigena. Además en esa administración se actualizo el padrón de las comunidades de los cuatro pueblos originarios del estado, se levantaron cédulas informativas sobre los gobernadores indígenas y las formas vigentes en cada caso, además de georeferenciar cada una de las comunidades con su pueblo cabecera y sus rancherías.   Libro Blanco: Proceso de consulta indigena. Comisión estatal para pueblos indigenas. Agosto 2021. Gobierno del estado de Chihuahua.  https://drive.google.com/drive/folders/1CrE4HpneyROrlI9NKllSWd1tBqayh4Sa. Programa de fomento a la producción familiar indigena en la región serrana. Comisión estatal para pueblos indigenas. Agosto 2021. Gobierno del estado de Chihuahua.  https://drive.google.com/drive/folders/1CrE4HpneyROrlI9NKllSWd1tBqayh4Sa Periódico oficial del gobierno del estado. ACUERDO No 112/2021. 4 de septiembre de 2021.

## Biografía
Pety Guerrero nació el 11 de junio de 1945. Estudió la Licenciatura en Sociología en la Universidad Nacional Autónoma de México y viajó un año por Chile, donde estudió en el Instituto Latinoamericano de Doctrinas y Estudios sociales (ILADES). En el ILADES fue alumna de Paulo Freire y aprendió su filosofía y su metodología pedagógica.

## Activismo
Pety Guerrero desde muy joven empezó a trabajar con sus compañeras de colegio en la caja popular del Barrio del Norte en la ciudad de Chihuahua; y participó como activista del movimiento obrero de los años de 1963 y 1964 en su ciudad natal. Posteriormente participó en el movimiento estudiantil de 1968 desde la facultad de ciencias políticas y sociales de la UNAM, donde al mismo tiempo, inicio junto con su compañera de facultad Anabella Montes una experiencia  de alfabetización de adultos -bajo los preceptos pedagógicos de Paulo Freire- en la colonia Ticomán y la Presa en la CDMX. A su regreso a Chihuahua se incorporó a la defensa de los Derechos Humanos, en la Comisión de Solidaridad y Defensa de los Derechos Humanos AC (COSYDDHAC) en el área de derechos indígenas y ambientales. En 1999 junto con Socorro López Franco, Mariano Quintana y Pedro Turuséachi fundó la Consultoría Técnica Comunitaria AC (CONTEC). En este primer período de CONTEC se instauró la Escuela campesina itinerante y el Teatro indígena (coordinado por Teresa Camou Guerrero), se impulsaron las obras de restauración y conservación del monte en las comunidades y ejidos donde se trabajaba, y con el equipo de abogadas (Diana Villalobos, Isabel Saldivar y Alma Chacón) se promovieron importantes procesos judiciales para lograr la participación de las comunidades en los procesos de consulta,  el reconocimiento de los territorios ancestrales y la defensa del bosque de la tala ilegal. Se lograron sentencias importantes a favor de las comunidades de Huitosachi y Bosques de San Elias Repechique. La sentencia de Huitosachi fue emitida en marzo de 2012 por la Suprema Corte de Justicia de la Nación, obligó a los 3 niveles de gobierno a construir el Consejo Consultivo Regional para el Fideicomiso de Barrancas del Cobre. entre otros éxitos judiciales. 
Otra de las vertientes de su trabajo fue la defensa por la soberanía alimentaria de las comunidades indígenas, para tomar distancia de los programas asistencialistas que desactivan la producción familiar indígena de la milpa .

## Publicaciones
El 15 de febrero de 2015 presentó su libro Una Generación Desconocida: Movimiento Social Demócrata Cristiano (1962-1970) del cual es coautora, en donde recopila los testimonios de los participantes de esta iniciativa y rescata la historia e importancia de dicho movimiento.
En 1918 presentó la primera edición con fecha 2012 el libro: Las Reinas de la Noche. Movimiento de las vestidas en defensa de sus derechos 1993-1995, del cual fue  coautora junto con Carmen Tarín y las protagonistas del movimiento. El libro rescata el testimonio de cada una de las protagonistas y relata la historia del movimiento que las reivindicó. 
En abril de 2025 publicó de manera virtual su libro: Donde hubo bosques de colosos pinares, publicado por el Centro Latinoamericano de Pensamiento Crítico.
Este libro brota de la experiencia que la autora vivió con los pueblos originarios y su oposición al modelo capitalista. El relato reivindica la manifestación de resistencia incansable del pueblo rarámuri expresada de manera diferenciada: desde la violencia física, el abandono de una asamblea ejidal, el silencio o la impugnación legal, en una gesta heroica que nos enseña cómo persistir para existir. https://celapec.edu.mx/images/Guerrero_Olivares_M_T_2025_Donde_hubo_bosques_de_colosos_pinares.pdf